# 邰肇玫
邰肇玫（1958年1月15日—），高雄市人，籍貫陝西武功，台灣創作型歌手。

## 生平
1973年進入文藻女子外國語文專科學校。在校期間主修英文；副修西班牙文。
1977年邰肇玫與文藻語專的同學施碧梧搭檔，合作創作了《如果》一曲，參加該第一屆金韻獎創作組的比賽。
1978年畢業後，插班入天主教輔仁大學哲學系二年級就讀。
1987年出版了《不設防的城市》專輯後，便赴美國定居。
邰肇玫曾經創作歌曲200多首，除了金韻獎時期作品之外，邰肇玫出版過1張二重唱專輯、10張個人專輯以及2張合集。她最為膾炙人口作品，包含蘇芮的《心痛的感覺》與金素梅的《最後的戀人》等。

## 個人專輯
- 《邰肇玫．施碧梧-二重唱創作專輯》(看一看他)，光美文化，1980年
- 《奔放奔放》，光美文化
- 《雪歌》，滾石唱片，1981年
- 《同名專輯》(空白明信片)，光美文化
- 《無知的歲月》，飛碟唱片，1984年6月
- 《她的每一首歌，都是一個溫柔的陷阱》(昨夜的話)，喜瑪拉雅音樂，1985年
- 《小玫》(憂傷以外)，拍譜企業，1986年
- 《愛音樂的人》，光美文化，1986年10月
- 《不設防的城市》，新格唱片，1987年
- 《等待你》，2007年
- 《風的腳步》，2013年

## 外部連結
- 邰肇玫家族臉書專頁 （页面存档备份，存于）